# Kongrati
Kongrati, Kungrati, Ungirati, Kungirati Hongirat ali Hongirati (mongolsko хонгирад, Hongirad) so bili ena od velikih skupin mongolskih plemen. V kitajskih virih so omenjeni kot Vangjila (王紀剌), Yongjilie (雍吉烈), Qungrat in Guangjila (廣吉剌). Njihova domovina je bila okolica jezera Hulun v Notranji Mongoliji in reke Halha v Mongoliji. Vzdrževali  so tesne stike z vladajočimi  dinastijami v severni Kitajski. Konigraška plemena se niso nikoli združila pod enim samim voditeljem, zato niso nikoli dosegli velike vojaške slave. Njihova največja slava je izhajala iz tega, da so bili po ženski strani tesni sorodniki mongoskega vladarja Džingiskana. Džingiskanova mati, stara mati in prva žena so bile Kongratke, tako kot številne kasnejše mongolske vladarice in princese. V času dinastije Yuan so jih imenovali Lu Wang (princ Lu). Nekaj Kongratov se je morda preselilo na zahod na ozemlje sodobnega Uzbekistana in južnega Kazahstana.

## Izvor
Kongrate se pogosto šteje za potomce starodavnega plemena  Vuku/Vugu, ki ga omenjajo zapisi dinastije Tang. Sami sebe so imeli za potomce mitoloških bratov Džurluk Mergena, Kuba Šira in Tusbu Daua,  rojenih iz zlate posode. Potomci teh bratov so ustvarili pleme Kongratov, rodbinski spori pa so ga hitro razcepili na Ikire, Olhonude, Karanute, Gorlose in Konglijute. Plemensko ime Kongrati so ohranili samo potomci Džurluka Mergena. Eden od najbolj znanih prednikov Kongratov je bil  Miser Ulug, ongiratski Herkul, ki je imel nadčloveško moč in je pogosto spal več dni skupaj.
V 12. stoletju je imelo veliko Kongratov in njihovih plemen ime mongolskega porekla.

### Legenda o Ergune kun
Po mongolski legendi sta bila vojščaka Kijan/Kijad in Negus (mongolsko Nohos, kar pomeni pes ali volk)  poražena v bitki in prisiljena poiskati zatočišče v zaprti dolini Ergune kun (strme pečine). Po več generacijah je postalo njuno potomstvo preštevilno za majhno dolino, vendar se nihče ni več spomnil, kako priti iz nje. Kovač je nazadnje le našel rešitev: pot bi morali narediti tako, da bi raztalili žilo železa v eni od gora, ki so obkrožale dolino. Zanetili so ogromen ogenj in ga podpihovali s sedemdesetimi velikimi mehovi. Podvig jim je uspel in pleme je našlo izhod v zunanji svet. Na svobodi je iz Kijanovega in Negusovega ljudstva nastalo več plemen, med njimi tudi Mongoli in Kongrati. 

## Sorodstvene vezi z vladarskimi hišami
Razen tega, da so imeli Mongoli in Kongrati kot taki skupne prednike, so imeli  tudi sorodstvene vezi z vladajočo mongolsko rodbino. Prva Kongratka v vladajoči mongolski rodbini je bila Alan Koa iz plemena Karlas, katerega začetnik je bil legendarni Miser Ulug. Do 12. stoletja so imeli mongolski vladarji, med njimi tudi Kabul kan in njegov vnuk Džingiskan, žene iz plemena Kongratov. Džingiskanov oče Jesugej Bagatar ni bil visoko rangiran mongolski poglavar, vendar je tudi on imel kongratsko ženo, ki jo je ukradel enemu od mož. Kongratke so bile tudi žene večine vladarjev iz kitajske dinastije Juan in vladarjev Zlate horde, kar je dajalo Kongratom v obeh državah veliko politično moč: Kongrati so prisilili vladarje Zlate horde, da so v 1280. letih sklenili mir s Kublajkanom, in prepričali Tokta  Kana, da je leta 1304  priznal nadoblast  velikega kana. Kongrati so v dinastiji Juan dosegli svoj politični vrha s kraljico Dagi in njenim ministrom Temuderjem, ki sta vladala šestim kanatom, in med vladavino kana Šadbala (vladal 1321-1323). V sedanji Notranji Mongoliji sta leta 1271  zgradila mesto Jinčang (mongolsko Inčan). 
Po smrti zadnjega juanskega cesarja Togontimurja, ki je na Kitajskem in v mongolskih kanatih izgubil položaj cesarja, se je jedro Kongratov in  Olhonudov (pleme Džingiskanove žene Börte) leta 1371 vdalo dinastiji Ming. Vmes so Kongrati spadali v južni halški tumen v sedanji Notranji Mongoliji, Olhonudi pa so živeli v sedanji mongolski provinci Hovd. 
V 18. stoletju sta porečji Amu Darje in Sir Darje prišli pod oblast treh uzbeških kanatov, ki so svojo oblast legitimirali s sorodstvo z Džingiskanom. Na zahodu so vladali Kongrati v Hivi  in Horezmu (1717-1920), na vzhodu Mingi v Kokandu (okrog 1710-1876) in med njimi Mangudi v Buhari (1753-1920). Dinastija Sufi (1359-1388), katero je ustanovila kongratska elita v Horezmu, je vladala samostojno pod  Džočidi in Timur Lenkom. Kongratski emirji so v 18. stoletju  postali de facto vladarji Hivskega kanata. Njihovi vladarji so se od leta 1804 naslavljali s kani. 2. februarja 1920 je zadnji hivski kan Sajid Abdulah odstopil, njegovo ozemlje pa je bilo leta 1924 priključeno k Sovjetski zvezi.
Potomce Kongratov se še najde med prebivalci Mongolije, Ujguri v Gansuju na Kitajskem in Kalpaki in Uzbeki.
Za potomce  Kongratov se zdaj  šteje kazaško pleme Kongirat (turško Ongrat ali Kungrat).